# قطعنامه ۷۶۲ شورای امنیت
قطعنامه ۷۶۲ شورای امنیت سازمان ملل متحد که در تاریخ ۳۰ ژوئن ۱۹۹۲ تصویب شد، سندی بین‌المللی دربارهٔ بوسنی و هرزگوین است. این قطعنامه طی نشست ۳۰۸۸ام با ۱۵ رای موافق، ۰ مخالف و ۰ ممتنع تصویب شد.